# Б'єловарсько-Крижевецька жупанія
Б'єловарсько-Крижевецька жупанія (хорв. Bjelovarsko-križevačka županija, угор. Belovár-Kőrös vármegye) — адміністративно-територіальна одиниця (жупанія) Королівства Хорватія і Славонія, центром якої був Б'єловар.

## Положення
Жупанія межувала з угорським комітатом Шомодь і хорватсько-славонськими Загребською, Вараждинською, Вировитицькою і Пожезькою жупаніями. Її північно-східну межу утворювала річка Драва.

## Історія
Територія Б'єловарсько-Крижевецької жупанії належала до Хорватського королівства, яке 1102 року вступило в особисту унію з Угорським королівством, а 1526 року спільно з ним увійшло в монархію Габсбургів. У часи Військового порубіжжя територія жупанії лежала в межах Вараждинського генеральства. 1 серпня 1871 особистий посланник цісаря Франца Йосифа австрійський генерал Росенцвайг передав тодішнє військове управління у місті Б'єловар країнському полковнику-управителю Івану Трнському. Цим актом ті землі стали невід'ємною частиною тієї території Хорватії, що перебувала під цивільним управлінням. Тоді ж народилася нова хорватська жупанія — Б'єловарська жупанія. Івана Трнського призначили тимчасовим адміністратором новоствореної жупанії, і цю посаду він обіймав до свого від'їзду в Загреб у 1872 році. За врядування першого жупана графа Роберта Оршича-Славетичкого жупанія отримала 1872 року свій перший герб.
На підставі Закону про влаштування управління та устрій жупаній 1886 року сталося злиття Б'єловарської жупанії з Крижевецькою (лат. Comitatus Crisiensis), яка достеменно існувала вже в XV столітті. Так виникла Б'єловарсько-Крижевецька жупанія, до якої ввійшли такі райони: Б'єловар, Джурджеваць, Гарешниця, Грубишно-Полє, Копривниця, Кутина, Крижевці, Криж.
1918 року, коли хорватський парламент розірвав державно-правові відносини з Австрією та Угорщиною, жупанія опинилась у Державі словенців, хорватів і сербів, а 4 червня 1920 року, згідно з Тріанонським договором, увійшла до Королівства СХС, де її більша частина в 1924 році потрапила до складу новоствореної Осієцької області, а менша — Загребської області.

## Населення
1900 року жупанія налічувала 303 620 жителів, які поділялися на такі мовні спільноти:
- хорватська: 225 451 (74,3 %)
- сербська: 44 654 (14,7 %)
- угорська: 14 057 (4,6 %)
- німецька: 4 218 (1,4 %)
- словацька: 156 (0,1 %)
- руська: 27 (0,0 %)
- румунська: 2 (0,0 %)
- інші чи невідомі: 15 055 (4,9 %)

Згідно з переписом населення 1900 р., жупанія включала такі релігійні громади:
- римокатолики: 254 062 (83,7 %)
- православні серби: 44 872 (14,8 %)
- юдеї: 2 275 (0,7 %)
- кальвіністи: 1 115 (0,4 %)
- лютерани: 1 018 (0,3 %)
- грекокатолики: 255 (0,1 %)
- унітаріани: 0 (0,0 %)
- інше чи невідомі: 23 (0,0 %)

1910 року жупанія налічувала 332 592 жителі, які поділялися на такі мовні спільноти:
- хорватська: 253 687 (76,28 %)
- сербська: 44 533 (13,39 %)
- угорська: 14 224 (4,28 %)
- німецька: 4 235 (1,27 %)
- словацька: 386 (0,12 %)
- руська: 281 (0,08 %)
- румунська: 1 (0,0 %)
- інші чи невідомі: 15 245 (4,58 %)

Згідно з переписом населення 1910 р., жупанія включала такі релігійні громади:
- римокатолики: 282 450 (84,92 %)
- православні серби: 44 658 (13,43 %)
- юдеї: 2 406 (0,72 %)
- лютерани: 1 224 (0,37 %)
- кальвіністи: 1 210 (0,36 %)
- грекокатолики: 635 (0,19 %)
- унітаріани: 0 (0,0 %)
- інше чи невідомі: 9 (0,0 %)

## Адміністративний поділ
Жупанія на початку ХХ ст. мала такий адміністративно-територіальний поділ: 
| Дистрикти          | Дистрикти     |
| Район              | Столиця       |
| ------------------ | ------------- |
| Bjelovar           | Б'єловар      |
| Garešnica          | Гарешниця     |
| Grubišno Polje     | Грубишно-Полє |
| Đurđevac           | Джурджеваць   |
| Koprivnica         | Копривниця    |
| Križevci           | Крижевці      |
| Kutina             | Кутина        |
| Čazma              | Чазма         |
| Муніципальні міста |               |
| Б'єловар           |               |
| Копривниця         |               |
| Крижевці           |               |